# Лоек, Ежи
Е́жи Адам Ло́ек (пол. Jerzy Adam Łojek; псевдонимы — Leopold Jerzewski, Antoni Jałowiecki, Łukasz Jodko; 3 сентября 1932, Варшава — 7 октября 1986, Варшава) — польский историк, публицист, украиновед.

## Биография
Родился в Варшаве, в семье войск. врача, майора Войска Польского Леопольда Лоека (1897—1940; погиб в Катыни; см. Катынский расстрел 1940). В 1952-56 гг. изучал историю в Варшавском университете. Потом работал в научном учреждении по изучению теории и истории прессы при центральном издательстве рабочего издательского кооператива «Praca». С 1960 года — научный сотрудник Лаборатории истории периодики Польской АН. В 1961 году получил в Варшавском университете докторскую степень. С 1967 года — получил докторскую степень за труд «Исследования прессы и общественного мнения в Королевстве Польском 1815—1830». В этом же году стал доцентом (в звании профессора ему было отказано из политических соображений — из-за его оппозиционной деятельности). Издал 34 книги и более 350 статей. В 1974 году по совокупности научных достижений получил награду Фонда Южиковских.
Научные интересы сосредоточивались на истории Польши на рубеже XVIII—XIX веков, истории польско-русских дипломатических отношений, политической истории 4-летнего сейма (1788—1792), проблематике польских восстаний после 3-го раздела Польши 1795 и польской кампании красной армии. Сформулировал тезис, что Польша в 1939 году должна была согласиться на уступки по Германии, чтобы избежать войны. Исследовал газетное дело и польскую прессу XVIII—XIX вв.; был редактором и соавтором «Истории польской прессы».
Автор фундаментальных исследований по польско-украинской проблематике, в частности своеобразного «украинского триптиха», посвященного семье польских магнатов Потоцких — Софии Потоцкой, Станиславу-Щенсному Потоцкому и их потомкам. Самый известный из этого цикла труд — «История прекрасной Битинки: Рассказ о жизни Софии Витт-Потоцкой (1760—1822)» (1970; «бестселлер польской исторической литературы» — Я. Дашкевич), которая неоднократно переиздавалась.
В 1970-х гг. сотрудничал с польской независимой прессой и принимал участие в общественном конфликте увековечения памяти жертв катынского преступления. С 1980 года — участник движения «Солидарность», печатался в нелегальных польских изданиях. С 1981 года руководил в рамках Центра общинных исследований «Солидарности» региона Мазовше лабораторией новейшей истории. Его «История Катынского дела» (1980, 1989) стала первой краевой книгой по проблематике этого преступления. В 1982 году досрочно вышел на пенсию, продолжал работать в статусе независимого исследователя. По заказу Ежи Гедройца, главный редактор парижских «Kultury» и «Zeszytów historycznych» (там Лоек не раз публиковал свои материалы), в 1983 году подготовил труд «Исторический календарь: Полемическая история Польши». В 1990 году, после восстановления демократического государства, была опубликована работа «Агрессия 17 сентября 1939» (Agresja 17 września. Studium aspektów politycznych), в которой Лоек продолжил дискуссию о правильности геополитического выбора Польши в 1939 г. Идея, что Польша во Второй мировой воевала не на той стороне, была озвучена сразу после ее окончания. В 1947 году Казимир Окулич опубликовал в Лондоне статью «Час суда над Юзефом Беком», в которой заявил, что последний министр иностранных дел предвоенной Речи Посполитой просто обязан был достичь modus vivendi с Третьим рейхом и присоединиться к походу Гитлера на Восток. Лоек писал: «С исторической точки зрения очевидно, что лучше было нанести удар по СССР в союзе с Германией, а не ждать возможного (и неминуемого) совместного нападения на нас Германии и СССР. Польские 40 дивизий и бригад мало что значили в противостоянии с вермахтом. Однако, перевооруженные немецкой промышленностью, они могли бы многое значить в войне с СССР».
Умер в Варшаве.
С 1989 Институт им. Юзефа Пилсудского в Нью-Йорке (США) назначает премию его имени. С 1994 года печаталась «Библиотека избранных трудов Ежи Лоека».